# Capital Cities (banda)
Capital Cities es un dúo estadounidense de indie pop que se originó en  Los Ángeles, California. Está integrado por Ryan Merchant y Sebu Simonian. Su EP debut fue lanzado de manera independiente el 7 de junio de 2011, siendo "Safe and Sound" el primer sencillo y el más exitoso de la banda. Posteriormente el sencillo, "Kangaroo Court", fue lanzado el 1 de mayo de 2012. Actualmente la banda está formada por Ryan Merchant, Sebu Simonian, Manny Quintero, Spencer Ludwig, Nick Merwin y Channing Holmes.
La banda apareció en el álbum recopilatorio, Pop Up # 1 seleccionado por Perez Hilton, que fue lanzado el 7 de agosto de 2012. En 2013, alcanzó una cierta popularidad con la canción "Safe and Sound" cuando fue incluida en una publicidad de Vodafone en Alemania. Esto le posibilitó al sencillo llegar al número uno de la lista de sencillos de aquel país e incrementar su difusión en los Estados Unidos donde lideró la lista del Alternative Songs y alcanzó el número 15 del Hot 100 de la Billboard.
El álbum debut de la banda, In a Tidal Wave of Mystery fue lanzado el 3 de junio de 2013, por el sello Lazy Hooks con el apoyo de Capitol Records, llegando a debutar en el número 66 del Billboard 200.
En 2017 sacaron a la venta un nuevo EP llamado "Swimming Pool Summer" que no alcanzó los éxitos anteriores del grupo, pero aún siguen sacando nuevos sencillos como "My Name Is Mars" y "Venus & River", ambos en el 2018.
En 2023, lanzaron el sencillo "Skeleton Man".

## Discografía

### Álbumes
- In a Tidal Wave of Mystery (2013)
- In a Tidal Wave of Mystery (Deluxe Edition) (2014)
- Solarize (2018)

### Extended Plays (EP)
- Capital Cities EP (2011)
- Safe and Sound Remix EP (2013)
- Kangaroo Court EP (2014)
- One Minute More (Remix) EP (2014)
- Swimming Pool Summer EP (2017)

### Sencillos
- Beginnings (2010)
- Safe and Sound (2011)
- Kangaroo Court (2012)
- I Sold My Bed, But Not My Stereo (2014)
- One Minute More (2014)
- Vowels (2016)
- My Name Is Mars (2018)
- Venus & River (2018)
- Levitate (2018)
- Skeleton Man (2023)